# Palpada thalia
Palpada thalia är en tvåvingeart som först beskrevs av Hull 1942.  Palpada thalia ingår i släktet Palpada och familjen blomflugor.
Artens utbredningsområde är Colombia. Inga underarter finns listade i Catalogue of Life.